# 1248 км (зупинний пункт)
1248 кіломе́тр — пасажирський залізничний зупинний пункт Лиманської дирекції Донецької залізниці.
Розташована за містом Маріуполь у Маріупольському районі, Донецької області, навпроти «Аглофабрики» ММК біля дачного кооперативу «Айстра-2» в районі з'єднання парної колії з непарною на лінії Маріуполь-Порт — Волноваха між станціями Сартана (7 км) та Асланове (4 км). 
На платформі зупиняються приміські електропоїзди.